# Corneuil

Corneuil este o comună în departamentul Eure, Franța. În 1 ianuarie 2018 avea o populație de 617 de locuitori.